# الماس (بالغلو)
الماس (بالفارسية: الماس) هي منطقة سكنية تقع في إيران في قسم بالغلو الريفي. يقدر عدد سكانها بـ 169 نسمة .